# Johnny Lever
Johnny Lever, pseudonimo di John Prakasa Rao Janumala (Kanigiri, 7 gennaio 1950), è un attore e comico indiano.

## Biografia
È nato nel Distretto di Prakasam da Prakash Rao Janumala e Karunamma Janumala, ma è cresciuto a Mumbai. Anche suo fratello Jimmy Moses è un comico.
Ha iniziato a recitare nel 1984, e da quel momento è comparso in oltre trecento produzioni di Bollywood. Nel corso della sua carriera è stato nominato tredici volte ai Filmfare Awards nella categoria del miglior comico, vincendo il premio due volte: nel 1998 per Deewana Mastana e nel 1999 per Dulhe Raja. Nel 2002 ha inoltre vinto il Zee Cine Awards per la sua interpretazione in Love Ke Liye Kuchh Bhi Karega.
Lever ha anche lavorato spesso in televisione: nel 2006 ha condotto il suo programma Johny Aala Re su Zee TV. È inoltre presidente del CINTAA (Cine And T.V. Artist Association) e del MAAM (Mimicry Artist Association Mumbai).
Johnny Lever è sposato con l'attrice Sujatha, dalla quale ha avuto due figli Jamie e Jesse.